# Microplexia nephelea
Microplexia nephelea là một loài bướm đêm trong họ Noctuidae.